# Zink-Brom-Akkumulator
Bei einem Zink-Brom-Akkumulator (kurz Zink-Brom-Akku) handelt es sich um eine Ausführungsform einer Redox-Flow-Batterie, bei der die Elektroden im geladenen Zustand aus den Elementen Brom und Zink bestehen.

## Chemische Prozesse
Bei der Entladung laufen folgende chemische Vorgänge ab:
Positiver Pol:
{\displaystyle \mathrm {Br_{2}+2e^{-}\longrightarrow 2Br^{-}} }
Negativer Pol:
{\displaystyle \mathrm {Zn\longrightarrow Zn^{2+}+2e^{-}} }
(Beim Laden laufen die Vorgänge in Gegenrichtung ab.)
Die Gesamtreaktion:
{\displaystyle \mathrm {Br_{2}+Zn\longrightarrow Zn^{2+}+2Br^{-}} }
Nach rechts findet die Entladung des Akkus statt, nach links die Aufladung.
Die theoretische Potentialdifferenz beträgt 1,83 V.
Die chemischen Prozesse verlaufen in der Praxis etwas anders: Speziell bei größerer Stromentnahme kommt es durch den Zusammenbruch der Wasserstoff-Schutzspannung auf Grund des niedrigen pH-Wertes von 1,5–2 zur Wasserstoffbildung an der Zinkelektrode (siehe Kippscher Apparat). Entweichender Wasserstoff bewirkt ein Ansteigen des pH-Wertes des Elektrolyten und kann somit in relativ kurzer Zeit zur Zerstörung des Separators führen, da sich Zinkhydroxid bildet und dieses die Poren verschließt. Im Normalfall ist es nicht möglich, den gasförmigen Wasserstoff mit Brom wieder zu Bromwasserstoff zu rekombinieren.
Außerdem zeigte sich in der Praxis, dass es an schlecht durchströmten Stellen auf der Zink-Elektrode zu einem Dendriten-Wachstum kommt und dadurch zu einem internen Zellbrand. Damit würde der Akkumulator unwiederbringlich zerstört. Bei einem solchen Zellbrand kann es weiterhin zur Freisetzung von giftigen Bromdämpfen kommen.